# Kertomulyo (Trangkil)
Kertomulyo is een bestuurslaag in het regentschap Pati van de provincie Midden-Java, Indonesië. Kertomulyo telt 3582 inwoners (volkstelling 2010).